# Wurmbea robusta
Wurmbea robusta là một loài thực vật có hoa trong họ Colchicaceae. Loài này được B.Nord. miêu tả khoa học đầu tiên năm 1986.